# Marek Kasprzyk (aktor)
Marek Kasprzyk (ur. 13 września 1961 w Tomaszowie Lubelskim) – polski aktor teatralny i filmowy.
Absolwent wydziału aktorskiego łódzkiej filmówki (1988). Od ukończenia szkoły do 1999 roku był aktorem Teatru im. S. Jaracza w Łodzi (gdzie zagrał m.in. rolę Mikołki w Zbrodni i Karze F. Dostojewskiego zrealizowanej przez Leszka Wosiewicza). Od 1999 roku niezwiązany etatem z żadną sceną, współpracuje z Teatrem Nowym w Łodzi (rola m.in. w Don Juanie Moliera wystawionej przez Macieja Jarnuszkiewicza) i Teatrem Logos w Łodzi. W 2002 roku otrzymał nagrodę Złotą Maskę dla najlepszego aktora łódzkiego sezonu 2001/2002, za rolę Profira Piotrowicza w sztuce O Łazarzu według F. Dostojewskiego wystawianej w Teatrze Logos.

## Filmografia
- 1986: Ojcowizna
- 1988: Dekalog VIII – student
- 1990: Śmierć dziecioroba – Januszek Mysior
- 1990: Pożegnanie jesieni – Rotmistrz Purcel
- 1990: Leśmian
- 1992: Psy
- 1993: 20 lat później – oficer STASI
- 1993: Tu stoję... – oficer z Akademii Sztabu Generalnego
- 1995: The poison tasters – oficer
- 1995: Kamień na kamieniu – chłop
- 1997: Królowa złodziei
- 1997: Księga wielkich życzeń – pracownik właściciela karuzeli
- 1997–2013: Klan – Kretowicz
- 1999: Krugerandy – Marsel, zleceniodawca
- 2000: Człowiek wózków – policjant Heniek
- 2000: Bajland – Kandydat
- 2001: Małopole czyli świat – Norek, właściciel sklepu
- 2001: Tam, gdzie żyją Eskimosi – szef rosyjskiej mafii
- 2002: M jak miłość – kierowca (odc. 94)
- 2002: Na dobre i na złe – policjant w Świecku (odc. 108)
- 2002: Kariera Nikosia Dyzmy – goryl z BOR-u
- 2002–2010: Samo życie – Wiktor Berg „Stinger”, gangster, szef mafii
- 2003: Kasia i Tomek – kandydat Jan Dynas (sezon III, odc. 5)
- 2003: Żurek – Władek
- 2003: Nienasycenie – Michalski
- 2003−2008: Na Wspólnej – Stefan Surma
- 2004: Czwarta władza – Janusz Zieleniecki, prezes „Maxteru”
- 2004–2013: Pierwsza miłość –
  - Romek,
  - mecenas Aleksander Piontek,
  - mecenas Witenberg
- 2004: Rodzina zastępcza – „Schab” (odc. 160)
- 2005: Kryminalni – „Pasztet”, członek bandy” (odc. 22)
- 2005: Sąsiedzi – celnik (odc. 78)
- 2005: Pensjonat pod Różą – Janusz, mąż Sylwii (odc. 60 i 61)
- 2005: Z odzysku – trener
- 2005: Plebania – Mirek Nowak (odc. 528, 530, 554, 555)
- 2005–2007: Biuro kryminalne – Malak
- 2006: Chłopiec na galopującym koniu – portier
- 2006–2007: Pogoda na piątek – Ryszard Nowak, ojciec Kasi
- 2006: Jasminum – Adorator Patrycji
- 2007: U Pana Boga w ogródku – Major Kompała
- 2007: U Pana Boga w ogródku – major Kompała (odc. 3)
- 2007: Regina – policjant
- 2007: Prawo miasta – policjant Walczak
- 2007: Odwróceni – restaurator Andrzej Jóźwiak (odc. 1, 2 i 10)
- 2007: Lekcje pana Kuki – kierowca autobusu
- 2007–2009: Tylko miłość – lekarz
- 2008: Barwy szczęścia – szef mafii (odc. 45)
- 2009: Przeznaczenie – Stefan Nidzicki, ojciec Ewy (odc. 2)
- 2009: Ojciec Mateusz – Nowak (odc. 28)
- 2009: 39 i pół – lekarz (odc. 20)
- 2010: Chichot losu – laweciarz (odc. 1 i 2)
- 2010: Ratownicy – Janusz Kozak
- 2010: Nowa – właściciel klubu (odc. 10)
- 2010: Cudowne lato – Edgar
- 2010: Siedem minut – Eryk
- 2010: Nie ten człowiek – kolega Nowaka
- 2011: Ludzie Chudego – handlarz (odc. 24)
- 2011: Układ warszawski – Emil Kowalewski (odc. 10)
- 2011: Komisarz Rozen – Leon
- 2012: Paradoks – pan Sławek (odc. 7)
- 2012: Prawo Agaty – policjant Waryński (odc. 5)
- 2012: Pokłosie – strażak
- 2012: Zabić bobra – ojciec Bezi
- 2012: Nad życie – Trener Ryszard Duda
- 2013: Komisarz Alex – „Baron” (odc. 52)
- 2013: Czas honoru – złodziej (odc. 68-70)
- 2013: Barwy szczęścia – Marian, kolega Kostka z celi (odc. 1019, 1024, 1027)
- 2013: Blondynka – harleyowiec „Brudny Harry” (odc. 14 i 24)
- 2013: Ida – mężczyzna poznany przez Wandę w lokalu
- 2014: To nie koniec świata – bankowiec (odc. 16)
- 2016: Ojciec Mateusz – Bogdan Celej, mąż Róży (odc. 139)
- 2015: Skazane – Krzysztof Car, gangster (odc. 8,9,11,12)
- 2016: Ojciec Mateusz – Arkadiusz Łopuch (odc. 194)
- 2016: Na Wspólnej – Naczelnik skarbowy
- 2016: Na dobre i na złe – neurolog (odc. 627)
- 2017: Ultraviolet – Karol Brodzki (odc. 3)
- 2025: Putin